# Strofy na turniej wspaniałego Juliana Medyceusza

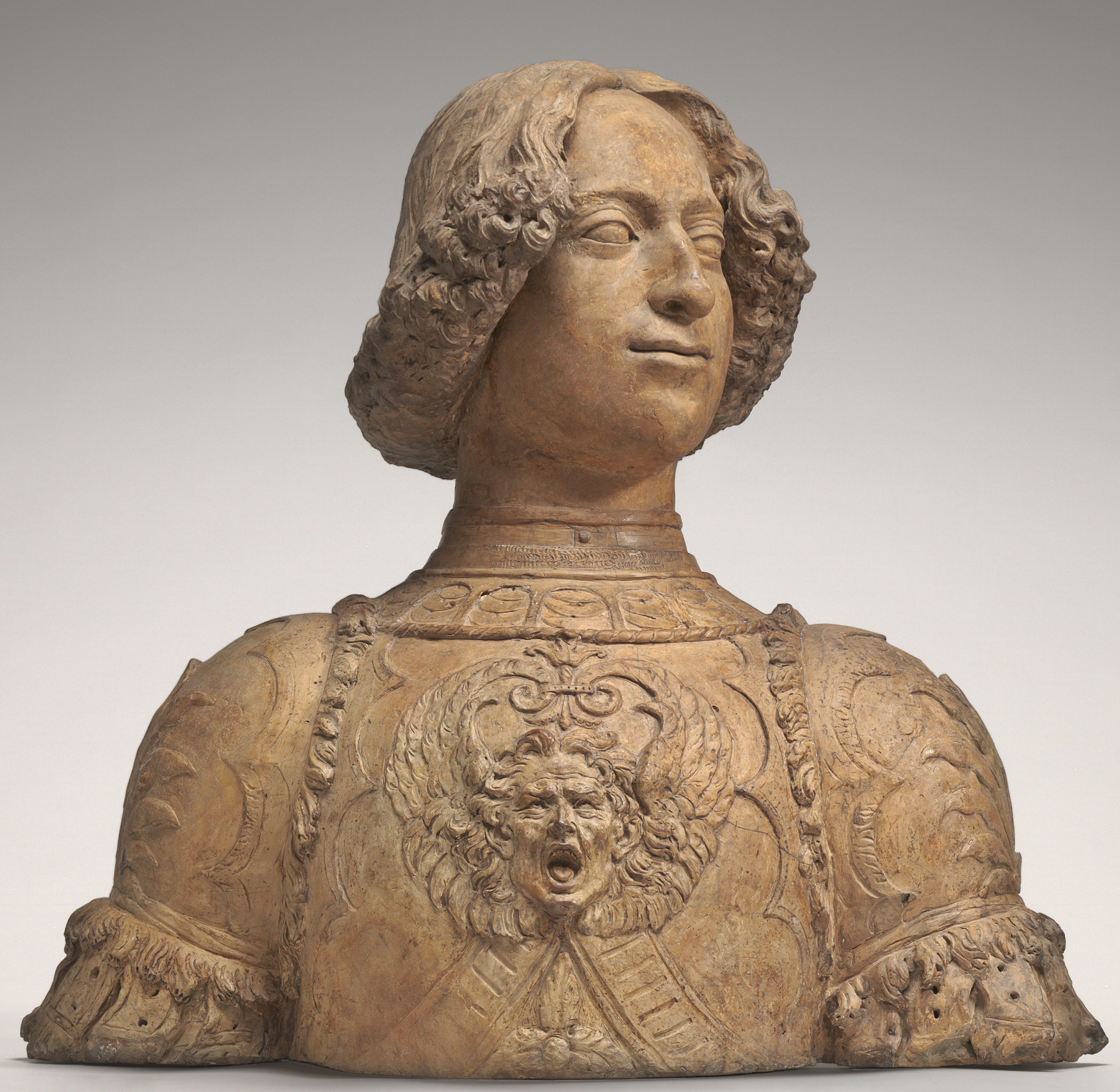
Popiersie Juliana Medyceusza wykonane przez Andreę del Verrocchio

Strofy na turniej wspaniałego Juliana Medyceusza (wł. Stanze cominciate per la giostra del Magnifico Giuliano de’ Medici) – nieukończony epos włoskiego renesansowego poety Angela Ambroginiego, zwanego Poliziano z 1475. Utwór jest napisany oktawą (wł. ottava rima), czyli strofą ośmiowersową rymowaną abababcc, układaną jedenastozgłoskowcem (wł. endecasillabo). Opowiada w zawoalowany sposób o miłości Giuliana de’ Medici (nazwanego Juliem) do Simonetty Cattaneo (nazywanej tylko imieniem). Utwór liczy niespełna dwie księgi.
Le gloriose pompe e’ fieri ludi
della città che ’l freno allenta e stringe
a magnanimi Toschi, e i regni crudi
di quella dea che ’l terzo ciel dipinge,
e i premi degni alli onorati studi,
la mente audace a celebrar mi spinge,
sì che i gran nomi e i fatti egregi e soli
fortuna o morte o tempo non involi.
Epos Poliziana jest jednym z pierwszych włoskich dzieł epickich oktawą zaplanowanych na wielka skalę obok poematów Morgante Luigiego Pulciego i Roland zakochany Mattea Marii Boiarda.
Fragmenty poematu Angela Poliziana przełożył na język polski Edward Porębowicz. Ukazały się one pod skróconym tytułem Turniej w antologii Panteon wielkich twórców poezji i prozy, wydanej na początku lat trzydziestych XX wieku